# 塔塔爾族文學
塔塔爾族文學是塔塔爾族(或韃靼人)所創作之文學。塔塔爾族大部分分佈於俄羅斯伏爾加河流域至烏拉爾山一帶、中國新疆維吾爾族自治區的伊寧、塔城、烏魯木齊等地。

## 文學概況
塔塔爾人有千年以上的文化傳統，除了有豐富的民間文學外，各個朝代都有大量的作家文學產出。塔塔爾族的民間文學有神話、民間故事、戲劇、民歌、詩等不同種類的作品，而作家文學有小說、長篇敘事詩、短詩、散文等等各類的創作。在各類文學作品中，內容最多樣、數量也最為龐大的就是「詩」，因此有「有詩歌的地方就有塔塔爾人，塔塔爾人生活的地方一定有詩歌」一說。

## 歷史分期
塔塔爾族的文學，依政權更迭大致可分為下列幾個時期：伊斯蘭化時期、欽察汗國時期、喀山汗國時期、沙俄時期與韃靼斯坦共和國時期。

### 伊斯蘭化時期
西元十世紀到十三世紀左右，伊斯蘭教傳入伏爾加河流域，並且被早期的塔塔爾人接受，並且開始使用阿拉伯文創作宗教文學，成為宣傳宗教的工具。這個時期也產生了古典詩人艾里歌頌純潔愛情的長詩《玉素甫與孜蘭漢》以及無名氏的宗教勸諭長詩《被割掉的頭》。

### 欽察汗國時期
欽察汗國時期為西元1241年~1441年。1241年，蒙古人征服伏爾加、頓河沿岸的保加爾人聯盟，建立欽察汗國。保加爾人、芬人、蒙古、欽察部落融合在一起，形成統一的塔塔爾民族。
此時期塔塔爾語正式普及，阿拉伯文字成為欽察汗國的文字被廣泛地運用，產生了大量的書面文學，並且出現許多引人注目的宏篇巨著，例如庫堤必的《赫斯勞與西琳》、花拉孜米的《愛情書》、穆罕默德保勒哈爾的《通往天堂的道路》，這些作品都是以愛情或宗教勸喻為題材。

### 喀山汗國時期
喀山汗國時期為西元1441年~1552年。1441年，欽察汗國崩潰，取而代之的是建立在以前保加爾聯盟土地上的喀山汗國。此時期是塔塔爾文學藝術開始繁榮的時期，著名的詩人有穆罕莫德雅爾，他寫下了許多不同題材的敘事詩與短詩。

### 沙俄時期
沙俄時期為西元1552年~1917年。1545年，沙俄攻打喀山汗國，喀山汗國進行了7年的衛國戰爭，最終戰敗，從此併入俄國。在沙俄統治時期，大多數喀山汗國的韃靼居民被強迫轉信東正教成為克拉森塔塔爾（Keräşens Tatar）或被殺戮，清真寺與宮殿均被破壞。而因為俄羅斯沙皇國時期，沙皇對塔塔爾族的統治主要採取高壓手段，因此塔塔爾族的文學創作從16世紀中開始沉寂了一段時間。
十七世紀後半期開始，文壇上湧現大批的詩人與作家。到了十九世紀，因俄國的農奴危機日漸加深，開始出現大批反封建的進步主義思想的作品。此時湧現了大批塔塔爾族主張民主、歌頌人道主義與進步主義的詩人與作家。如阿不都拉˙托哈伊、阿不都熱合曼˙伊利亞斯等。
另外，1906年喀山修建了塔塔爾劇院，起初上演的劇本有《天藍色的毛頭巾》、《喀山的頭巾》等作品，至今被視為塔塔爾的傳統戲劇作品。

### 韃靼斯坦共和國時期
1920年，韃靼蘇維埃社會主義共和國成立。除了蘇聯持續有許多優秀的塔塔爾族詩人與作家出現外，在十九世紀中期起遷入新疆地區的塔塔爾族也開始發展藝術事業。1932年，烏魯木齊、伊甯、塔城等地的塔塔爾族人自發地組建了文藝團體，將塔塔爾族的話劇搬上舞台。如：《巴西瑪哈木》、《可愛的人》、《哈麗亞巴諾》、《遜幹尤裏吐孜》、《打短工的艾合買提》等劇。
此時期因為二戰的緣故，出現很多抵抗戰爭的詩人，例如穆沙·加里、希博蓋特·哈金等。

## 文學種類
塔塔爾族的文學種類豐富多樣，民間文學方面有神話、傳說、民間故事、戲劇、民歌、詩等等，作家文學方面大部分的作品為小說、長篇敘事詩、短詩、散文、戲劇等類型的作品。